# Феоктистов, Олег Владимирович
Олег Владимирович Феоктистов (3 июля 1964, Москва) — российский деятель спецслужб, генерал-лейтентант ФСБ.
1-й заместитель начальника Управления собственной безопасности ФСБ России, врио начальника УСБ ФСБ РФ, с 2016 года в отставке.
Окончил Академию ФСБ, оперативник, был главой 6-й службы УСБ ФСБ (оперативное сопровождение уголовных дел), генерал ФСБ. Более десяти лет входил в руководство ФСБ России.
В 2017 году был начальником службы безопасности «Роснефти» в качестве агента АПС ФСБ, позже — сотрудником отдела кадров коммерческого банка. С 2018 года военный пенсионер.
Возглавляя одну из многочисленных служб УСБ ФСБ, Феоктистов, в должности замглавы управления, получил известность участием в межведомственных конфликтах, в частности, это «Дело ГУЭБиПК и генерала Сугробова» и «Игорное дело прокуроров». Был заметным участником уголовного расследования по «Мебельному делу», способствовал арестам Улюкаева, Белых, Хорошавина и ряда других высокопоставленных государственных деятелей и чиновников. Профессиональные оценки Олега Феоктистова разнонаправленны, колеблются от «рядового исполнителя» до «выдающегося стратега».

## Биография
Некоторые СМИ отмечали секретность официальной биографии генерала, вместе с тем достоверно известно, что Феоктистов родился 3 июля 1964 года в Москве. Он служил пограничником в Карелии, участвовал спецназовцем в Афганской войне. Позже связал свою жизнь со спецслужбами, где среди прочего занимался разработкой следственных и оперативных экспериментов, оперативно-разыскной деятельностью, вербовкой агентов и кадровыми вопросами. Феоктистов по поручению руководства отбирал людей для 6-й службы УСБ ФСБ, в основной состав который вошли прошедшие горячие точки профессионалы спецподразделений ФСБ «Вымпел» и «Альфа». Впрочем, «шестёрка» не всегда использовала силовые методы, известно, что генерал Феоктистов лично «давал большинство поручений оперативникам ФСБ в „деле Данилочкина“, сложной финансовой махинации с возвратом НДС, он шантажировал сотрудников МВД, в частности, Сугробова, интриговал с высокопоставленными прокурорами, например, с Сизовым. Впервые широкой публике фамилия генерала «Фикуса» или «Фикса», как его в шутку называли подчинённые, стала известна во время нашумевших уголовных дел по «Трём китам» (контрабанда мебели), китайской контрабанде, поступавшей на склад в/ч 54729 (УМТО ФСБ), позже, попытками привлечь к ответственности депутата Дениса Вороненкова. Известен по громким уголовным делам, впрочем, он занимался, как малоизвестными, так специфическими расследованиями, к примеру, по утверждению журнала «Форбс», именно Олег Феоктистов и его коллега Иван Ткачев, по приказу своего начальника Сергея Королёва, собрали компромат на команду прежнего руководителя СЭБ ФСБ Юрия Яковлева, в результате, Королёв сменил Яковлева, а УСБ ФСБ подтвердило репутацию «контрразведки в контрразведке».
С 2004 года Феоктистов был заместителем начальника, вскоре «по протекции главы УСБ ФСБ Сергея Шишина» сам возглавил 6-ю службу 9-го управления ФСБ, «чекистскую особку», отвечающую за оперативно-разыскную деятельность и иные вопросы.
В 2005 году 6-я служба УСБ ФСБ совместно с другими подразделениями ФСБ пресекла канал импорта контрабандной китайской одежды, перевозимой на Черкизовский рынок, в результате этой и других успешных операций начальник «шестёрки» Олег Феоктистов указом президента был назначен заместителем главы УСБ ФСБ, а его зам Иван Ткачев возглавил 6-ю службу этого управления, сменив «Фикуса». Таким образом, Иван Ткачёв, позже получивший известность по «игорному делу», продолжал находиться в подчинении стремительно идущего по карьерной лестнице Феоктистова, вскоре Олег Феоктистов стал 1-м заместителем начальника УСБ ФСБ России и планировал возглавить всё Управление собственной безопасности ФСБ России. Однако и команда Феоктистова допускала ошибки, например в рамках «игорного дела» коллеги Феоктистов и Ткачёв совместно с главой Серпуховского района Шестуном, безуспешно занимались «разработкой» коррумпированного прокурора Игнатенко, это был нехарактерный эксцесс всей 6-й службы 9-го управления ФСБ РФ, за которым последовала череда неудач генерала Феоктистова.
В июле 2011 года во время расследования «Дела о подмосковных казино» УСБ ФСБ покинул начальник УСБ ФСБ генерал-лейтенант Александр Купряжкин, он был назначен куратором Следственного управления ФСБ в высокой должности замдиректора ФСБ, предыдущий куратор следственного управления Ушаков был со скандалом уволен. Прогнозировалось, что освободившееся место главы УСБ ФСБ займет заместитель Купряжкина Феоктистов, но позже на место Купряжкина поставили Сергея Королева — коллегу Анатолия Сердюкова, занимавшего одно время должность помощника министра обороны. Кто и как долго в это время выполнял функции главы УСБ ФСБ не сообщалось, но по утверждению генерала Дениса Сугробова в январе 2011 года 1-м заместителем начальника УСБ ФСБ был генерал-майор О. В. Феоктистов, который сохранил эту должность до своего увольнения в 2016 году. Есть все основания полагать, что Феоктистову в 2011 году доверили исполнять обязанности руководителя УСБ ФСБ, в пользу этого говорит и то, что Феоктистов назначался врио главы управления УСБ ФСБ в иных схожих случаях аналогично ушедших начальников УСБ ФСБ подменяли их первые заместители. Особым полномочием начальника этого оперативного подразделения является возможность срочной аудиенции у главы государства, вероятно по этой причине Феоктистов изредка имел личный доступ к президенту. Скорее всего генерал «Фикус» так и не получил вожделенную должность из-за провала расследования по казино, возможно произошедшего не по его вине, а в силу действий руководства, по другой версии Феоктистов и должен был организовать только оперативную поддержку предварительного расследования, а процессуальные действия «по казино» поручили продолжить главе УФСБ Москвы и области Алексею Дорофееву.
Таким образом, в 2012 году третьим по счету непосредственным руководителем Феоктистова был генерал ФСБ Сергей Королёв, позже Королёв получил под своё начало всю Службу экономической безопасности (СЭБ) ФСБ. Однако, по мнению «РБК», «у Королёва и Феоктистова были сложные отношения», что отразилось на дальнейшей карьере последнего. Ситуация между ними дошла до пиковой точки, когда Феоктистов помог Королеву сместить Яковлева, но ожидаемого всеми продвижения по службе до начальника Управления собственной безопасности ФСБ России не получил, так как по мнению «РБК»: «Сергей Королев, возглавивший Службу экономической безопасности ведомства, пролоббировал другую кандидатуру».
В августе 2016 года Олег Феоктистов был отправлен в отставку с поста 1-го заместителя начальника Управления собственной безопасности ФСБ России, находясь в аппарате прикомандированных сотрудников ФСБ он был назначен вице-президентом по безопасности «Роснефти» в качестве официального агента ФСБ. В результате Феоктистов, приобретший множество недоброжелателей в менеджменте компании и конкурирующей с ней «Транснефти», перестал работать в «Роснефти» и, при невыясненных обстоятельствах, покинул ФСБ окончательно. Предшественника Олега Феоктистова на посту главы службы безопасности «Роснефти», генерал-лейтенанта МВД Василия Юрченко, сначала понизили, назначив на его место «Фикса», а потом не восстановили на прежнем месте работы, предпочтя видеть экс-прокурора Урала Латыпова в качестве врио главы службы безопасности «Роснефти». Позже Феоктистов работал советником кадровой службы в, по мнению журналиста Голунова, сомнительном банке Русской православной церкви и «Роснефти» «Пересвет».
2018 год — в 52 года Феоктистов был военным пенсионером, однако и в 2019 году СМИ указывали на участие Феоктистова в межклановой войне с Дорофеевым-Медоевым, тем самым Дорофеевым, другом Королёва, который не дал ход оперативному расследованию Феоктистова по «игорному делу», так же газетчики указывали, что люди пенсионера Феоктистова в «Федеральной таможенной службе» противостоят людям отставника Бельянинова там же.

## Манипуляция СМИ
Феоктистов не давал официальных интервью, однако поддерживал отношения с корреспондентами. Феоктистов и Ткачёв предоставляли материалы для «журналистских расследований» — в частности, бывший депутат Государственной думы Илья Пономарёв заявил, что материалы, вошедшие в расследование «Он вам не Димон», направленное против Председателя правительства России Дмитрия Медведева, Фонду борьбы с коррупцией передал, имеющий опыт в подобных провокациях, Олег Феоктистов, по другим данным, его сын, также проходивший службу в органах государственной безопасности. Кстати, отправленного на пенсию Олега Феоктистова, по понятным причинам прохладно относящегося к руководителю Сергею Королеву, небезосновательно подозревали и в манипуляциях ситуацией с журналистом Голуновым не в пользу бывшего шефа. Крайне скептически отнесся к достоверности и качеству подобной распространяемой через СМИ информации полковник КГБ в отставке и бывший заместитель председателя думского комитета по безопасности Геннадий Гудков:

«То, что мы видим в последних перестановках в ФСБ, — это борьба бульдогов под ковром, — считает полковник КГБ в отставке и бывший заместитель председателя думского комитета по безопасности Геннадий Гудков. — Это обычная борьба за должности и влияние, борьба за кормушку». По мнению Гудкова, нет критериев оценки работы спецслужб: «Они очень закрыты и не подотчётны никаким парламентским комиссиям», — констатирует Гудков. А шумные аресты — результат борьбы различных башен в правящей верхушке. «(Все эти громкие уголовные дела) — это борьба кланов за право контролировать экономические потоки. Никакой реальной борьбы с коррупцией у нас нет», — резюмирует Гудков.— «The New Times», «Конец спецназа Сечина», 2017.

## «Сечинский спецназ»
Когда Сечин познакомился с Феоктистовым, доподлинно неизвестно. Однако, одним из инициаторов создания шестой службы девятого управления ФСБ действительно был председатель совета директоров компании «Роснефть» (2004—2011) Игорь Сечин, который позже, в качестве вице-премьера, взялся курировать силовые структуры, поэтому, иногда, Управление собственной безопасности ФСБ России называли «сечинским спецназом». Альтернативную точку зрения, сформулированную из СИЗО, высказывал глава одного из подмосковных районов Александр Шестун:

Изначально 6-я служба УСБ ФСБ создавалась Олегом Феоктистовым для защиты Игоря Сечина от людей Рамзана Кадырова. Я уже описывал, как руководитель «Роснефти» дважды пытался забрать предприятие «Чеченнефтепромхим» с помощью виз президента, но глава республики шел в тот же кабинет и оба раза получил обратное распоряжение. Именно поэтому «шестёрку» назвали «сечинский спецназ».— Александр Шестун, «Таможня и наркотрафик — золотая жила для чекистов».
Историк спецслужб Никита Петров рассказывал о «6-й службе ФСБ», как об отделе, подконтрольном главе «Роснефти» Игорю Сечину, соответственно, некоторые бывшие сотрудники «шестёрки», к примеру, заместитель начальника Шестой службы УСБ ФСБ Игорь Демин и его изгнанный с Лубянки начальник Феоктистов, находили пристанище в службе безопасности «Роснефти», а позже в структуре появились и их старые знакомые, среди которых оказался экс-глава СКР по Центральному округу Москвы Алексей Крамаренко, известный, как коллега Феоктистова в расследовании дела бывшего главы МВД Бурятии Виктора Сюсюры и «Делу о перестрелке на Рочдельской улице». Некоторые исследователи относили к «сечинскому спецназу» Максименко, Никандрова и Дрыманова, которые хоть и не служили в ФСБ, но были аффилированны с Сечиным и Феоктистовым.

## Семья
Женат, есть брат, дети, внуки.
С 2017 года «военный пенсионер» Олег Феоктистов живёт по соседству с братом-близнецом Игорем Феоктистовым, который был главой службы безопасности фирмы «Арбат Престиж» Семёна Могилевича, а также занимал и другие посты, в частности, должность директора по внутреннему контролю ПАО «ФСК ЕЭС». Дом Феоктистовых находятся в одной местности с домами главы московского ФСБ Алексея Дорофеева и Марата Медоева, известных по Делу Ивана Голунова.

## Уголовные дела
- «Дело Улюкаева» — ситуация, начавшаяся с обращения Сечина к своему сотруднику чекисту[83] Феоктистову с жалобой на вымогавшего у него деньги Улюкаева[84], после чего Сечин, под диктовку Феоктистова, написал заявление в ФСБ на имя Ивана Ткачева, который к этому времени стал начальником Управления «К» СЭБ ФСБ, по другим сведениям на имя главы ФСБ Бортникова[85]. Этот эпизод с «Роснефтью» и генералом Феоктистовым в качестве свидетеля обвинения[86] и, одновременно, главы службы безопасности нефтяного гиганта, журнал «Forbes» определял «характерным», в смысле укрепления тенденции назначений «смотрящих» от ФСБ в крупные корпорации[87]. Журнал писал прямо: «Передачу денег и задержание чиновника курировал легендарный генерал ФСБ Олег Феоктистов, который на тот момент был прикомандирован к „Роснефти“ в статусе руководителя службы безопасности»[88]. Причем, Олег Феоктистов лично занял у ранее неизвестного инвестора Валерия Михайлова[89] необходимые для следственного эксперимента „20 килограммов денег“[90], которые потом взвесили на суде[91] и вернули по принадлежности, несмотря на возражения Улюкаева[92]. Подобные методы, именуемые Улюкаевым „провокацией взятки Феоктистовым“[93], не понравились Путину, кроме того, ситуация с Улюкаевым сделала разведчика Феоктистова медийной фигурой, после чего он был вынужден окончательно уйти со службы[94], также президент Путин не одобрил[95] публичность при обыске в доме председателя ФТС и сослуживца[96] президента Андрея Бельянинова, к которому оказался причастен и генерал Феоктистов[97]. В этом отношении любопытна официальная позиция «Роснефти» по поводу вскоре подтвердившегося[98] факта увольнения Феоктистова, как из «Роснефти», так и из ФСБ[99]:

«Новая газета» клинически не способна писать правду», — написал Леонтьев в ответ на просьбу корреспондента «Би-би-си» прокомментировать материал «Новой». «Невозможно комментировать бредни», — ответил он на уточняющий вопрос. В конце беседы Леонтьев написал: «Хотите быть идиотами — ваш выбор». В комментарии телеканалу «Дождь» Михаил Леонтьев использовал похожие формулировки: «Бредить завязывайте. Это обычная бредятина для вас и „Новой газеты“. Вы общими болезнями болеете».— Пресс-секретарь «Роснефти» Михаил Леонтьев для «BBC» об увольнении генерала ФСБ Феоктистова, 7 марта 2017.
- «Дело генералов ГУЭБиПК» — уголовное преследование осужденного на двадцать два года Дениса Сугробова и покончившего с собой Бориса Колесникова[102]. По версии следствия, сотрудники ГУЭБиПК, под руководством Сугробова, пытались спровоцировать на получение взятки[103] замначальника Шестой службы УСБ ФСБ Игоря Демина, разработка которого не требовала согласования с руководством страны[104], целью недружественных действий в отношении Демина был его начальник Олег Феоктистов[105], который в разговорах сотрудников ГУЭБиПК фигурировал как «Фикус»[106]. Одной из причин этого межведомственного конфликта стало дублирование функций антикоррупционных служб МВД и ФСБ, что привело к конкурентной войне между ними[107]. Несмотря на личный конфликт Сугробова с Феоктистовым[108], все действия Феоктистова по «Делу ГУЭБиПК и генералу Сугробову» согласовывались с руководством, так на рапорте заместителя начальника 6-й службы Управления собственной безопасности ФСБ Игоря Демина стоит резолюция главы УСБ ФСБ Сергея Королева: «т. Феоктистову О. В. — организуйте проверку»[109], однако, после победы над «смежниками» из МВД, ожидавшего повышения до главы управления Олега Феоктистова уволили из разведки[110]. Сразу после отставки Феоктистова[111] и многолетнего руководителя СЭБ ФСБ Юрия Яковлева, суд существенно смягчил приговор Денису Сугробову[112], что, по мнению его адвоката, свидетельствовало о невиновности клиента: «Как мы считаем, это означает, что преступление не подтвердилось, но у нас система не умеет признавать ошибок», — сказал Исецкий[113].
- «Дело подмосковных прокуроров» — 6-я служба УСБ ФСБ, под руководством Олега Феоктистова и его начальника генерал-лейтенанта Александра Купряжкина, передала наработанные оперативные материалы о недобросовестных прокурорах в СКР[114], но расследование так и не было завершено. «Новая газета» писала, что подразделение Феоктистова частенько подводило ведомство Бастрыкина, которое, по сути, легализовывало наработанные оперативниками ФСБ материалы, превращая их в процессуальные[115], по мнению Шестуна подобное произошло и в деле коррумпированных прокуроров[116]. Физическое задержание прокуроров и обыски проводил хорошо подготовленный «сечинский спецназ» Феоктистова и Ткачева[117], причем, численность всей 6-й службы УСБ ФСБ не превышала 40 человек, официально о полномочиях этого подразделения долгое время не сообщалось[118].
- Оперативное сопровождение по делу экс-губернатора Кировской области Никиты Белых, кроме того, «шестёрка» Феоктистова известна задержаниями губернатора Сахалинской области Александра Хорошавина, главы Коми Вячеслава Гейзера, мэра Владивостока Игоря Пушкарева[119] и миллиардера Дмитрия Михальченко[120], причем, «Михальченко не совсем понимал происходящее. Олег Феоктистов, конечно, один из ведущих оперативников. Но надо понимать, что все его громкие операции — это приказ сверху», — прокомментировал источник «Новой газеты» в ФСБ попытки коммерсанта собрать компромат на разведчика[121]. В свою очередь, коллеги характеризовали генерала как специалиста, «беспрекословно выполнявшего поставленные задачи», жесткого и исполнительного начальника[122], вместе с тем, по воспоминаниям некоторых подследственных, например, генерала Виктора Сюсюры[123], Феоктистов мог вуалировать собственные самоуправные действия, якобы, негласными приказами руководителей[124] и популярными высказываниями российских политиков[125].

## Отзывы
«Его называли самым могущественным генералом ФСБ, архитектором тайных операций», РБК определял Феоктистова «одним из самых влиятельных силовиков» России, он «один из самых влиятельных и непубличных генералов ФСБ» вторил life.ru. «Его фигура явно демонизируется, похоже, что он стал очередным „Доктором Зло“» — скептически замечали «Ведомости», на что политолог Николай Петров напомнил слушателям Радио «Свобода», что один из опытных оперативников «генерал Феоктистов, которого демонизировали, как сегодня демонизируют Ткачева» просто исполнял приказы руководства, которому почти всегда удавалось остаться в тени. Андрей Сухотин, корреспондент «Новой газеты», не отрицая «уникальное служебное положение» Феоктистова, был уверен, что генерал имел мифологический «имидж едва ли не самого влиятельного силовика страны». Журналисты описывали Феоктистова следующим образом:

Среднего роста, крепкого телосложения, коротко стриженный немолодой человек, темный костюм, белая рубашка, но без галстука, молчаливый и надменный — таким он впервые предстал перед журналистами, освещавшими самый громкий процесс этой осени, дело о вымогательстве взятки министром Алексеем Улюкаевым у главы «Роснефти» Игоря Сечина. Получить эксклюзивное интервью в суде у Олега Феоктистова, одного из главных свидетелей обвинения, не удалось никому — генерал игнорировал вопросы, смотрел свысока, с плохо скрываемым пренебрежением. Но всё же в центре внимания чувствовал себя некомфортно — заметно покраснел под объективами телекамер. — «Конец спецназа Сечина», «The New Times» от 04.12.2017
Хорошо знакомый с методами Феоктистова сотрудник ФСКН Александр Бульбов отвечал некоторым оппонентам Феоктистова следующими характеризующими этого генерала словами: «Я лично хорошо знаю психологию и профессиональные качества генерала Феоктистова: если бы он действительно занимался разработкой Вороненкова, то тот бы давно сидел», неудивительно, что после подобных утверждений друзья Вороненкова, к примеру, Илья Пономарёв, заподозрили Феоктистова и в причастности к убийству бывшего депутата Государственной думы из мести, в реальность чего не поверила даже «Новая газета», сомневалась и вдова Вороненкова Мария Максакова. Коллеги характеризовали отставника только с лучшей стороны, напротив, крайне негативные отзывы о командовании «6-й службой УСБ ФСБ, руководил которой ключевой генерал ФСБ, способный решить любую задачу, — Олег Феоктистов» — публиковал Александр Шестун, в этой связи он вспомнил мнение Ивана Ткачева об отставном генерале:

Феоктистов — сбитый летчик.— Начальник Управления «К» СЭБ ФСБ Иван Ткачев, 2018.
«Один из самых влиятельных генералов спецслужбы минувшего десятилетия» Олег Феоктистов, по утверждению соседей ДСК, в быту, человек простой, спокойный и доброжелательный.

## Отставка
Накопившиеся недочеты, непростые отношения с руководством, и вышеописанный визит в суд к Улюкаеву стали финальными для Феоктистова, генерал был «засвечен» в СМИ и отправлен на пенсию, этот уход негативно сказался на судьбе верхушки СКР, в частности, Максименко, Никандрова и Дрыманова, они лишились влиятельного покровителя и были осуждены по коррупционному делу о перестрелке на Рочдельской улице, кроме того, позиции группы Феоктистова, Бастрыкина и Ткачева сильно ослабли после доклада генерала ФСБ Сергея Алпатова о ситуации с перестрелкой на Рочдельской и другим вопросам президенту России Владимиру Путину. Не в пользу начальника службы безопасности «Роснефти» Феоктистова было и то, что подозреваемый в получении взятки от Шакро Молодого бывший глава СКР по Центральному округу Москвы Алексей Крамаренко, в критический для себя момент, перешел в «Роснефть», где тоже «занимался вопросами безопасности». Уход со службы заместителя начальника Управления собственной безопасности (УСБ) ФСБ России Олега Феоктистова, «Генерала икс» или «Большого Олега», журналисты именовали «одним из самых громких увольнений в правоохранительных органах», ущерб понесла и вся 6-я служба, источники «РБК» сообщали, что после отставки Феоктистова, «к второй службе УСБ перешел функционал шестой службы ФСБ». Генерал-лейтенант Ткачев, который был правой рукой Феоктистова и руководил 6-й службой, в 2016 году возглавил одно из управлений СЭБ ФСБ — он стал начальником входящего в СЭБ управления «К» (занимается преступлениями в кредитно-финансовой сфере, борьбой с контрабандой и наркоторговлей).